# Robert Stone (friidrottare)
Robert Stone, född 5 januari 1965, är en friidrottare från Australien. Han deltog vid olympiska sommarspelen 1988.